# Голландочка (оперетта)
«Голландочка» (нем. Das Hollandweibchen) — оперетта в трёх актах Имре Кальмана. Впервые поставлена в венском театре «Johann Strauß-Theater» 20 января 1920 года. Авторы либретто: Лео Штейн и Бела Йенбах, ранее прославившиеся опереттой «Королева чардаша» («Сильва»).
Из музыки оперетты наиболее популярен чардаш «Hörst  du, es schlägtt die Liebesstunde»; этот номер был включён в советский кинофильм «Мистер Икс» как дуэт Каролины и Пеликана («Если кто-нибудь влюблён в кого-нибудь»). Чардаш исполнялся также под названием «Весёлый май» (см. запись Зои Рождественской на YouTube). Популярна также песенка Пауля («Где найду я такую голубку»).

## История
После феерического успеха в 1915 году «Королевы чардаша», которую ставили в период войны даже по ту сторону фронта, Кальману долго не удавалось повторить успех. Оперетта «Фея карнавала» (1917 год) провалилась. По окончании войны Кальман начал писать «Марицу» (1918), но затем отложил её (премьера «Марицы» состоялась только в 1924 году) и занялся «Голландочкой», которую закончил в 1920 году. В отличие от драматичной «Королевы чардаша», стиль либретто «Голландочки» скорее фарсовый, но музыка Кальмана отмечена ярким романтизмом и совершенством оркестровки.
Несмотря на общую разруху в разорённой войной Австрии, новая оперетта имела успех. В Вене прошли 215 её представлений, затем состоялись постановки в Берлине, Милане и Будапеште. Далее оперетту ставили в США, Мексике, Греции, в Южной Африке, Финляндии, Австралии, во всех крупных городах Западной и Восточной Европы. В 1930-е годы «Голландочка» была практически забыта, вытесненная другими успешными опереттами; кроме того, с 1938 года нацисты запретили все оперетты Кальмана на подвластной им территории.
Первую постановку «Голландочки» в Советской России осуществил Московский театр оперетты в 1923 году, но, в отличие от поставленной тогда же «Баядеры», постановка успеха не имела. Позднее интерес к оперетте в России и в других бывших советских республиках возобновился, состоялись новые постановки.
- 1983: Новосибирский музыкальный театр[3].
- 1986: Омский государственный музыкальный театр[4].
- 1994: Киевский театр оперетты[5].

Ставили «Голландочку» также в Саратовском театре оперетты и в Железногорском театре оперетты.
Отдельные номера из этой оперетты исполняются на концертах, выпускаются записи на CD. В 1945 году в СССР был создан радиомонтаж оперетты, распространявшийся также на грампластинках. Исполнители:
- Принцесса Ютта — Ольга Аматова
- Элли фон дер Вайде — Зинаида Соколовская
- Принц Поль (Пауль) — Владимир Бунчиков
- Удо фон Штерцель — Гуго Тиц
- Ведущий — Анатолий Кубацкий
- Концертный оркестр Всесоюзного радио. Дирижёр: Леонид Пятигорский.

## Основные действующие лица
| Персонаж                                             | Имя в оригинале                | Голос              |
| ---------------------------------------------------- | ------------------------------ | ------------------ |
| Принцесса Ютта фон Зоннебург-Глюксбург               | Jutta von Sonneburg-Glücksburg | лирическое сопрано |
| Принц Пауль Родерих фон Юзинген                      | Paul Roderich von Usingen      | лирический тенор   |
| Баронесса Элли фон дер Вайде, первая придворная дама | Elly von der Weyde             | сопрано            |
| Оберстхофмейстерин Салина Фрейлин фон Вебельхорст    | Salina Freilin von Webelhorst  | меццо-сопрано      |
| Оберстхофмейстер фон Штоп                            | Obersthofmeister von Stopp     | тенор              |
| Гофмаршал фон Эбериус                                | Hofmarschall von Eberius       | тенор              |
| Доктор Удо фон Штерцель, посол Юзингена              | Dr. Udo von Sterzel            | тенор              |

## Сюжет
Первый акт
Действие происходит в тронном зале дворца маленького немецкого княжества Зоннебург-Глюксбург. Принцесса Ютта с нетерпением ожидает прибытия своего жениха принца Пауля; они никогда не встречались, но обручены родителями в детстве, и день их свадьбы уже назначен. Ютта влюбилась в Пауля заочно, получив от него несколько страстных любовных писем, а затем фотографию. Вместо принца, однако, прибывает его представитель, доктор Удо фон Штерцель, который ссылается на несуществующее недомогание Пауля и предъявляет полномочия выступать от имени принца на церемонии бракосочетания. Ютта не подозревает, что все любовные письма от имени принца писал фон Штерцель по поручению отца Пауля. Сам принц явно хочет продолжать холостяцкую жизнь.
Второй акт
Три дня спустя Ютта обнаруживает, что принц замечательно проводит время на своей яхте в Голландии. Она отправляется туда и находит Пауля на курорте.
Третий акт
Проходит ещё два дня. Чтобы поймать принца в ловушку, Ютта выдаёт себя за официантку и кокетничает с Паулем. Принц, никогда не видевший своей жены, влюбляется в очаровательную служанку. Получив от него признание в любви, Ютта раскрывает себя и сразу же отвергает непутёвого супруга. Принцу приходится немало потрудиться, чтобы вернуть её любовь и заслужить прощение.

## Музыкальные номера
1. Introduction (Chor)
2. Geliebter in der Ferne (Jutta, Elly)
3. Marsch (Sterzel, Stopp, Hofmarschall, Minister)
4. Wenn im Wald froh erschallt (Elly, Sterzel)
5. O du holde Zeit der ersten Liebe (Jutta, Maedchen)
6. Finale I Akt
7. Ensemble
8. Tanz der Holländerinnen
9. Ach wer weiss mir ein Maedel (Paul)
10. Chor
11. Aria (Jutta)
12. Tanze
13. Ach wer weiss mir ein Maedel (reprise)
14. Amsterdam und Rotterdam (Jutta, Elly, Stopp)
15. Hollandweibchen mit dem Haeubchen (Jutta,Paul)
16. Das haett' ich mir nie gedacht (Elly, Sterzel)
17. Mein musst du werden
18. Lass' mich in deine Augen seh'n (Jutta, Paul)
19. Ensemble
20. Aria (Jutta)
21. Hoerst du, es schlaegt die Liebesstunde (Jutta,Elly,Sterzel,Stopp)
22. Finale